# Verkiezingen voor het Europees Parlement 1999/Kandidatenlijst/De Europese Partij
Hieronder volgt de kandidatenlijst voor de Europese Parlementsverkiezingen 1999 van De Europese Partij.

## De lijst
1. Roel Nieuwenkamp
2. Kees Nieuwenkamp
3. Gerben Dijkstra
4. Tonnis Poppema
5. Stoffel Dewil
6. Percy van Woerkom
7. Corine Selders
8. Mark Jans
9. Henk Stuurman
10. Paul Visser
11. Arnaud van Oers
12. Lotje Meijknecht
13. Peter Pol
14. Roger Sutmuller
15. Monica Beek
16. Casper Barendse
17. Ingrid Meier
18. Gerrit Jan Tap
19. Clemens Braams
20. Sebastian Couturier
21. Jaccues van Rensen
22. Steven Zaat
23. Anouk Terstegen